# Episodi di Lights Out (quarta stagione)
La quarta stagione della serie televisiva Lights Out è andata in onda negli Stati Uniti dal 27 agosto 1951 al 29 settembre 1952 sulla NBC.
| nº | Titolo originale                   | Prima TV USA      |
| -- | ---------------------------------- | ----------------- |
| 1  | Mrs. Manifold                      | 27 agosto 1951    |
| 2  | Blackwood Halt                     | 3 settembre 1951  |
| 3  | Prophet of Darkness                | 10 settembre 1951 |
| 4  | To See Ourselves                   | 17 settembre 1951 |
| 5  | Rappaccini's Daughter              | 24 settembre 1951 |
| 6  | Will-o'-the-Wisp                   | 1º ottobre 1951   |
| 7  | Dark Image                         | 8 ottobre 1951    |
| 8  | I Spy                              | 15 ottobre 1951   |
| 9  | The Deal                           | 22 ottobre 1951   |
| 10 | The Veil                           | 29 ottobre 1951   |
| 11 | The Chamber of Gloom               | 5 novembre 1951   |
| 12 | The Beast in the Garden            | 12 novembre 1951  |
| 13 | Friday the Nineteenth              | 19 novembre 1951  |
| 14 | Beyond the Door                    | 26 novembre 1951  |
| 15 | The Silent Supper                  | 3 dicembre 1951   |
| 16 | The Angry Birds                    | 10 dicembre 1951  |
| 17 | Perchance to Dream                 | 17 dicembre 1951  |
| 18 | This Way to Heaven                 | 24 dicembre 1951  |
| 19 | Of Time and Third Avenue           | 31 dicembre 1951  |
| 20 | School for the Unspeakable         | 7 gennaio 1952    |
| 21 | Blood Relation                     | 14 gennaio 1952   |
| 22 | The Intruder                       | 21 gennaio 1952   |
| 23 | The Third Door                     | 28 gennaio 1952   |
| 24 | The Chain                          | 4 febbraio 1952   |
| 25 | Cries the String                   | 11 febbraio 1952  |
| 26 | The Eyes from San Francisco        | 18 febbraio 1952  |
| 27 | The Perfect Servant                | 25 febbraio 1952  |
| 28 | Private--Keep Out                  | 3 marzo 1952      |
| 29 | The Upstairs Floor                 | 10 marzo 1952     |
| 30 | The Borgia Lamp                    | 17 marzo 1952     |
| 31 | Another Country                    | 24 marzo 1952     |
| 32 | The Pit                            | 7 aprile 1952     |
| 33 | The Men on the Mountain (Restaged) | 14 aprile 1952    |
| 34 | A Lucky Piece                      | 21 aprile 1952    |
| 35 | For Rent                           | 28 aprile 1952    |
| 36 | A Journey into the Shadows         | 5 maggio 1952     |
| 37 | The Green Thumb                    | 12 maggio 1952    |
| 38 | Little Girl                        | 19 maggio 1952    |
| 39 | The Death's Head                   | 26 maggio 1952    |
| 40 | Night Walk                         | 2 giugno 1952     |
| 41 | Blind Man's Bluff                  | 9 giugno 1952     |
| 42 | Nightmare                          | 16 giugno 1952    |
| 43 | The Coins of Death                 | 23 giugno 1952    |
| 44 | The Lonely Albatross               | 30 giugno 1952    |
| 45 | The Corpse in Room Thirteen        | 7 luglio 1952     |
| 46 | The Bog-Oak Necklace               | 14 luglio 1952    |
| 47 | Death Trap                         | 28 luglio 1952    |
| 48 | Man in the Dark                    | 4 agosto 1952     |
| 49 | The Killer's Moon                  | 11 agosto 1952    |
| 50 | Twist of Fate                      | 18 agosto 1952    |
| 51 | Death Is a Small Monkey            | 25 agosto 1952    |
| 52 | The Verdict                        | 1º settembre 1952 |
| 53 | The Red Rose                       | 8 settembre 1952  |
| 54 | The Darker Night                   | 15 settembre 1952 |
| 55 | Flight Thirteen                    | 22 settembre 1952 |
| 56 | The Hollow Man                     | 29 settembre 1952 |

## Mrs. Manifold
- Diretto da:
- Scritto da:

### Trama
- Interpreti: Leslie Nielsen (John Robinson), Adelaide Klein (Mrs. Manifold), Pat O'Malley (Claitor), Greg Robbins (Bennington), Gwilym Williams (The Inspector), Leslie Barrett, Frank Gallop (narratore)

## Blackwood Halt
- Diretto da:
- Scritto da:

### Trama
- Interpreti: Stella Andrew, Frederic Tozere

## Prophet of Darkness
- Diretto da:
- Scritto da:

### Trama
- Interpreti: Sidney Blackmer

## To See Ourselves
- Diretto da:
- Scritto da:

### Trama
- Interpreti: Henry Barnard, Mercer McLeod, Cathy O'Donnell

## Rappaccini's Daughter
- Diretto da:
- Scritto da:

### Trama
- Interpreti: Hope Miller, Eli Wallach

## Will-o'-the-Wisp
- Diretto da:
- Scritto da:

### Trama
- Interpreti: Robert Stack (Ian Garth), Pat Browning (Marina), Harry Worth (Mr. Corbeau), Ruth White (Mrs. Patchin), Louanna Gardner (Will-O'-The-Wisp), Frank Gallop (narratore)

## Dark Image
- Diretto da:
- Scritto da:

### Trama
- Interpreti: Donald Woods (Fred Pollard), Ann Shepherd (Aleen Pollard), Beatrice Kraft (Miriam), Leni Stengel (Carmelita), Frank Gallop (narratore)

## I Spy
- Diretto da:
- Scritto da:

### Trama
- Interpreti: Henry Hull (Henry Potts), Dorothy Stickney (Martha Potts), Alfreda Wallace (Ellen McCord), Dale Engel (William Carter), Frank Gallop (narratore)

## The Deal
- Diretto da:
- Scritto da:

### Trama
- Interpreti: Tom Ewell (Charlie Drome), Joseph Wiseman (The Croupier), Anne Bancroft (Helen), Martin Gabel (The Agent), Jack Clay, Jack Delmonte, Mary Gildea, Harvey Hayes, Gladys Klark, Mary Leder, Frank Gallop (narratore)

## The Veil
- Diretto da:
- Scritto da:

### Trama
- Interpreti: Lee J. Cobb (David Stevenson), Arlene Francis (Sylvia Willis), Frank Gallop (narratore)

## The Chamber of Gloom
- Diretto da:
- Scritto da:

### Trama
- Interpreti: Geraldine Brooks, Arnold Moss

## The Beast in the Garden
- Diretto da:
- Scritto da:

### Trama
- Interpreti: Margaret Phillips

## Friday the Nineteenth
- Diretto da:
- Scritto da:

### Trama
- Interpreti: Eddie Albert, Audra Lindley, Joan Taylor

## Beyond the Door
- Diretto da:
- Scritto da:

### Trama
- Interpreti: Richard Greene, Gregory Morton, Lenka Peterson

## The Silent Supper
- Diretto da:
- Scritto da:

### Trama
- Interpreti: Vanessa Brown (Dede), Paul Valentine (Jean Duval), Andrew Duggan (Calhoun), Charlotte Knight (Miss Watkins), Nance Robbins (Pearl), Rosemary Prinz (Cora), Nancy Graves (Hope), Ruth Last (Evadie), Frank Gallop (narratore)

## The Angry Birds
- Diretto da:
- Scritto da:

### Trama
- Interpreti: John Forsythe (Waldo Bryan), Constance Dowling (Adele Bryan), Vaughn Taylor (Mr. Hanson), Warren Parker (H. A. Martin), James Winslow (Craig), Frank Gallop (narratore)

## Perchance to Dream
- Diretto da:
- Scritto da:

### Trama
- Interpreti: William Eythe (Joe Morgan), Logan Ramsey (Frank Joyce), Louanna Gardner (Angela Joyce), David White (Jeff Chambers), Alice Ghostley (Chambers' Secretary), P. Jay Sidney (addetto all'ascensore), Mary Gildia, Coulter Irwin, Frank Gallop (narratore)

## This Way to Heaven
- Diretto da:
- Scritto da:

### Trama
- Interpreti: Burgess Meredith (professore Lyman)

## Of Time and Third Avenue
- Diretto da:
- Scritto da:

### Trama
- Interpreti: Henry Daniell, Edward Gargan, Bethel Leslie

## School for the Unspeakable
- Diretto da:
- Scritto da:

### Trama
- Interpreti: Donald Buka, Don Hanmer

## Blood Relation
- Diretto da:
- Scritto da:

### Trama
- Interpreti: Nina Foch, Franchot Tone

## The Intruder
- Diretto da:
- Scritto da:

### Trama
- Interpreti: Chester Morris, Jane Wyatt

## The Third Door
- Diretto da:
- Scritto da:

### Trama
- Interpreti: Vincent Price

## The Chain
- Diretto da:
- Scritto da:

### Trama
- Interpreti: Raymond Massey

## Cries the String
- Diretto da:
- Scritto da:

### Trama
- Interpreti: Signe Hasso, Gregory Morton

## The Eyes from San Francisco
- Diretto da:
- Scritto da:

### Trama
- Interpreti: Steven Hill, Thomas Mitchell

## The Perfect Servant
- Diretto da:
- Scritto da:

### Trama
- Interpreti: Joseph Allen, Henry Daniell, Albert Dekker

## Private--Keep Out
- Diretto da:
- Scritto da:

### Trama
- Interpreti: Melvyn Douglas

## The Upstairs Floor
- Diretto da:
- Scritto da:

### Trama
- Interpreti: Josephine Hull (Mrs. Hawkins), John Forsythe (Bill Holloway), Frank Gallop (narratore)

## The Borgia Lamp
- Diretto da:
- Scritto da:

### Trama
- Interpreti: Hugh Griffith, Grace Kelly, Robert Sterling

## Another Country
- Diretto da:
- Scritto da:

### Trama
- Interpreti: Yvonne De Carlo (Marie Von Erdody), Tom Avera (Louis Brock), Stefan Schnabel (Beethoven), Gregory Morton (Mark Crain), Patricia Remick (Elizabeth Crain), Richard Abbott (Ben Miller), Frank Gallop (narratore)

## The Pit
- Diretto da:
- Scritto da:

### Trama
- Interpreti: Murvyn Vye

## The Men on the Mountain (Restaged)
- Diretto da:
- Scritto da:

### Trama
- Interpreti:

## A Lucky Piece
- Diretto da:
- Scritto da:

### Trama
- Interpreti: Henry Jones, Adelaide Klein

## For Rent
- Diretto da:
- Scritto da:

### Trama
- Interpreti:

## A Journey into the Shadows
- Diretto da:
- Scritto da:

### Trama
- Interpreti: Katharine Bard, Robert Pastene

## The Green Thumb
- Diretto da:
- Scritto da:

### Trama
- Interpreti: George Mitchell, Victor Thorley

## Little Girl
- Diretto da:
- Scritto da:

### Trama
- Interpreti: Frieda Altman, Patricia Bruder, Kathleen Comegys, Betty Lou Keim

## The Death's Head
- Diretto da:
- Scritto da:

### Trama
- Interpreti: Steven Hill, Edgar Stehli

## Night Walk
- Diretto da:
- Scritto da:

### Trama
- Interpreti: Don Hanmer, Susan Douglas Rubes

## Blind Man's Bluff
- Diretto da:
- Scritto da:

### Trama
- Interpreti: Mary Farrell, Mercer McLeod

## Nightmare
- Diretto da:
- Scritto da:

### Trama
- Interpreti: Joe Mantell, Mary Alice Moore, Perry Wilson

## The Coins of Death
- Diretto da:
- Scritto da:

### Trama
- Interpreti: Joseph Anthony, Berry Kroeger

## The Lonely Albatross
- Diretto da:
- Scritto da:

### Trama
- Interpreti: John Carradine, Charles Eggleston, Hildy Parks, William Redfield

## The Corpse in Room Thirteen
- Diretto da:
- Scritto da:

### Trama
- Interpreti: Harold Gary, Charles Jordan, Eleanor Lynn, Everett Sloane

## The Bog-Oak Necklace
- Diretto da:
- Scritto da:

### Trama
- Interpreti: Jane Seymour

## Death Trap
- Diretto da:
- Scritto da:

### Trama
- Interpreti: Claire Luce, John McQuade, Leslie Nielsen, J. Pat O'Malley

## Man in the Dark
- Diretto da:
- Scritto da:

### Trama
- Interpreti: Romney Brent, Joe De Santis, Margaret Draper, Joseph Wiseman

## The Killer's Moon
- Diretto da:
- Scritto da:

### Trama
- Interpreti: Michael Garrett, June Lockhart

## Twist of Fate
- Diretto da:
- Scritto da:

### Trama
- Interpreti: Constance Ford, E.G. Marshall, Howard Smith

## Death Is a Small Monkey
- Diretto da:
- Scritto da:

### Trama
- Interpreti: Constance Dowling, Kevin McCarthy, Francis L. Sullivan

## The Verdict
- Diretto da:
- Scritto da:

### Trama
- Interpreti: Everett Sloane

## The Red Rose
- Diretto da:
- Scritto da:

### Trama
- Interpreti: John Newland, Mary Philips

## The Darker Night
- Diretto da:
- Scritto da:

### Trama
- Interpreti: Richard Derr, Louisa Horton

## Flight Thirteen
- Diretto da:
- Scritto da:

### Trama
- Interpreti: Alan Bunce, Josephine Hull

## The Hollow Man
- Diretto da:
- Scritto da:

### Trama
- Interpreti: William Bendix, Doris Dowling, Art Smith